# Bloch: Der Freund meiner Tochter
Der Freund meiner Tochter ist ein deutscher Fernsehfilm von Kilian Riedhof aus dem Jahr 2005. Es ist die achte Episode der Fernsehreihe Bloch.

## Handlung
Psychiater Bloch trauert in den Niederlanden um seine Ehefrau, die sich das Leben genommen hat. Er ruft seine Tochter Leonie an, um ihr seine Rückkehr am nächsten Tag mitzuteilen. Seine Tochter teilt ihm zurück in Deutschland mit, dass sie seit zwei Monaten einen neuen Freund hat. Mit Medizinstudent Henny ist es ihr so ernst, dass sie bereits in wenigen Tagen heiraten möchte. Bloch ist gegen die Hochzeit: Er fürchtet den Verlust seiner Tochter und glaubt, dass die Eheschließung überstürzt vonstattengeht.
Henny liebt Leonie sehr, doch zeigt sich seit Anwesenheit Blochs auch eine andere Seite an ihm. Er reagiert eifersüchtig und unbeherrscht, wenn Leonie ihren Vater ihm vorzuziehen scheint oder sich mit ihm auf seine Kosten amüsiert. Seine so entstehenden Selbstzweifel kompensiert Henny durch Aggression, die er gegen sich selbst richtet. Immer häufiger verletzt er sich. Während Leonie Hennys Verhalten ignoriert oder durch Hilfsangebote abmildert, vermutet Bloch in Henny einen Fall für die Psychiatrie, was wiederum Leonie gegen ihn aufbringt. Nach einem Streit mit ihr verlässt Bloch Leonies Wohnung, bricht im Treppenhaus jedoch mit einem Hexenschuss zusammen. Er muss nun das Bett hüten und wird von Henny gepflegt. Bloch versucht, Henny auszufragen, und erfährt, dass er schon einmal verheiratet war, jedoch nach drei Tagen von seiner Frau Silke verlassen wurde. Als Grund gibt Henny an, dass sie psychisch gestört war, so ist sie Patientin in der Psychiatrie, in der Henny nach eigener Aussage arbeitet. Bloch bohrt weiter nach und zeigt sein Erstaunen, dass niemand von Hennys Familie zur Hochzeit erscheinen wird. Es stellt sich heraus, dass Hennys Eltern tot sind. Als Bloch die Todesursache erfahren will, wird er von Henny in eine Wanne mit heißem Wasser gestoßen.
Bloch sucht die Psychiatrie auf und befragt Silke nach Henny. Er nimmt ihre Aussage auf Kassette auf. Sie berichtet, dass Henny stets unter der Angst vor Zurückweisung gelitten habe. Er habe ihre Liebe eingefordert, sie jedoch zurückgewiesen, wenn er sie erhalten habe. Am Ende habe er sie mit einem Messer im Gesicht verletzt; Silke zeigt Bloch ihre lange Narbe. Von dem Leiter der Psychiatrie erfährt Bloch wiederum, dass Henny kein Mitarbeiter, sondern Patient der Klinik ist. Bloch spielt Leonie auf dem Polterabend die Befragungskassette vor, doch richtet sich Leonies Wut gegen den Vater. Auf Henny ist sie nur wütend, weil er ihr Dinge verheimlicht hat. Sie geht zwei Tage vor ihrer Hochzeit zu einer Freundin. Henny wiederum wird Bloch gegenüber misstrauisch, erkennt jedoch bald, dass er tatsächlich in Therapie gehört. Nachdem er sich das Leben zu nehmen versucht hat, stimmt Bloch zu, ihn zu therapieren.
Bloch erfährt von Henny Ursachen für seine Verlassensängste, die in seiner Kindheit liegen. Henny wiederum entdeckt zufällig das Kassettengerät und weiß nun, dass Bloch ihn hintergangen hat. Er fährt mit ihm zu einem See, wo beide in einem Kahn auf die Seemitte rudern. Hier stößt Henny Bloch aus dem Kahn und schlägt ihn zusätzlich mit einem Ruder ohnmächtig. Er glaubt, Bloch sei tot. Zurück in der Wohnung entsorgt er seine Sachen und behauptet vor Leonie, dass Bloch wieder in die Niederlande abgereist sei. Am Vortag der Hochzeit sind auch Blochs Geliebte Clara und ihr Sohn bei Leonie angekommen. Plötzlich steht auch Bloch vor der Tür, der aufgrund seiner Leibesfülle nicht untergegangen ist und sich ans Ufer retten konnte. Er erwähnt den Zwischenfall mit keinem Wort. Am Hochzeitstag schenkt er Henny demonstrativ seine ganze väterliche Liebe, wohl wissend, dass Henny damit nicht umgehen kann. Auf der Fahrt zum Standesamt erträgt Henny Blochs Zuneigung nicht mehr, meint vor Leonie, dass er ihren Vater auf dem See geschlagen habe, und zieht schließlich die Handbremse, um den Wagen zum Stehen zu bringen. Der Wagen verunfallt. Leonie ist entgeistert und die Hochzeit fällt aus. Henny wird in die Psychiatrie eingewiesen. Leonie bringt Clara, ihren Sohn und Bloch zum Bahnhof. Sie wird Henny von ihnen einen Gruß ausrichten, wenn sie ihn sieht.

## Produktion
Der Freund meiner Tochter wurde im Oktober 2004 in Köln und Umgebung gedreht und am 24. August 2005 im Rahmen der ARD-Reihe „FilmMittwoch im Ersten“ erstausgestrahlt.

## Kritik
Für den film-dienst war Der Freund meiner Tochter ein „(Fernseh-)Psychokrimi um den schwergewichtigen Therapeuten mit privaten Problemen, die nun auch in die engsten Familienkreise vordringen. Solide Unterhaltung nach vertrautem Muster, die ganz auf den überzeugenden Hauptdarsteller zugeschnitten ist.“
Die TV Spielfilm vergab für den Film die bestmögliche Wertung (Daumen nach oben) und schrieb: „Feiner Thrill mit viel Tiefenpsychologie“.